# Gran Bertha (cómic)
Gran Bertha (nacida como Ashley Crawford y cambiada legalmente a Bertha Crawford) es una superheroína que aparece en los cómics estadounidenses publicados por Marvel Comics. Creado por John Byrne, el personaje apareció por primera vez en The West Coast Avengers vol. 2 #46 (julio de 1989). Gran Bertha pertenece a la subespecie de humanos llamados mutantes, que nacen con habilidades sobrehumanas. También es miembro de los Vengadores de los Grandes Lagos.

## Historial de publicaciones
Gran Bertha debutó en The West Coast Avengers vol. 2 #46 (julio de 1989), creado por el escritor y artista John Byrne. Apareció en el one-shot GLX-Mas Special de 2005. Apareció en la serie Great Lakes Avengers del 2016. Apareció en la serie Fantastic Four del 2018. Apareció en la serie Avengers Unlimited Infinity Comic de 2022.

## Biografía ficticia
No se sabe mucho de la vida de Bertha antes de que respondiera al anuncio de Sr. Immortal de un equipo de héroes, el equipo que se convertiría en los Vengadores de los Grandes Lagos. En la miniserie de GLA se reveló que Ashley es, de hecho, una mutante.
Cuando no usa sus poderes, Ashley es un proverbial "pez grande en un estanque pequeño", siendo la modelo de moda más famosa en Milwaukee, Wisconsin, su ciudad natal. Aunque le han llegado ofertas en numerosas ocasiones para más oportunidades prospectivas, las ha rechazado todas, eligiendo quedarse en Milwaukee con el equipo que considera familia.
Ella fue vista en público con el equipo por Ojo de Halcón y Pájaro Burlón, quienes luego aceptaron convertirse en sus mentores. Con el equipo, ella ayudó a Ojo de Halcón y los Vengadores de la Costa Oeste contra "Eso que perdura". Ellos también ayudaron a Pájaro Burlón en una acción de retención contra Terminus. Después de ayudar a los Thunderbolts contra el villano Gravitón, el equipo se enfrentó al mercenario Deadpool.

### GLA: Misassembled
Durante la miniserie G.L.A., el equipo se enfrentó a Maelstrom que estaba tratando de destruir el universo. Después de la muerte de Dinah Soar, Gran Bertha comenzó a pensar en dejar el equipo para concentrarse en su carrera como modelo, pero decidió quedarse. Ella más tarde captura a Leather Boy, un miembro rechazado de GLA, que se había infiltrado en la sede del equipo disfrazado de Doctor Doom y mató a Sr. Immortal y Monkey Joe, el compañero de Chica Ardilla. Durante la batalla final, trató de salvar a Flatman de ser absorbido por un vórtice hecho con el dispositivo que Maelstrom creó para lograr la destrucción universal. Afortunadamente, resultó que solo le habían chupado la ropa y simplemente estaba parado en un ángulo extremo para que no lo vieran desnudo. Después de su victoria, regresaron a su cuartel general solo para descubrir que Tony Stark había enviado un aviso de cese y desistimiento ordenándoles que dejaran de usar el nombre de los Vengadores. Después de descubrir que todos eran mutantes, el equipo cambió su nombre a Great Lakes X-Men, completo con nuevos disfraces.

### Especial GLX-Mas
Durante el GLX-Mas Special, el equipo se enfrentó al Dr. Tannenbaum, quien había lanzado un ejército de árboles de Navidad vivos sobre los ciudadanos de Wisconsin.

### Campeones de los Grandes Lagos
El equipo participó en un torneo benéfico de póquer de superhéroes organizado por Thing, donde Flatman venció a su anfitrión en la ronda final. El estado de Flatman como campeón inspiró al equipo a cambiarse el nombre de Great Lakes Champions, después de que los miembros de esos equipos presentes en el torneo los desanimaran de afiliarse tanto con los X-Men como con los Defensores, ignorando las protestas del exmiembro de Campeones de Los Ángeles, Hércules.

### Guerra Civil/La Iniciativa
Todos los campeones de los Grandes Lagos se registraron con el gobierno de los Estados Unidos según lo exige la Ley de Registro de Superhumanos, como se reveló cuando Deadpool intentó por error detenerlos por violar la Ley, solo para ser derrotados e informados de que ya se habían registrado.
Gran Bertha ha sido identificada como una de los 142 superhéroes registrados que forman parte de la Iniciativa.
Gran Bertha y sus compañeros de equipo se convirtieron en el grupo de Iniciativa a cargo de Wisconsin, llamándose a sí mismos Iniciativa de los Grandes Lagos. Se les dio una misión de rescate para salvar a   Dionysus después de que cayó del Monte Olimpo y fue capturado por A.I.M., quien planeaba usar sus poderes para causar inestabilidad mental en todos los superhéroes que consideraban una amenaza. Durante la tarea, Deadpool embosca a Sr. Immortal y Flatman. Flatman lo reclutó como miembro de reserva del equipo, pero el mercenario finalmente se quedó más tiempo de lo esperado. En un intento por desalojar a Deadpool de su sede patrocinada por la Iniciativa, Gran Bertha acepta una fecha. La confusión reina cuando aparece para la cita en su forma esbelta. Después de salvar vidas en un restaurante de todo lo que puedas comer junto al muelle, Bertha se da cuenta de que Deadpool solo se sintió atraído por su gran forma. Ella lo sermonea, contándole sus experiencias de ser valorada solo por su apariencia en su forma delgada. En respuesta, Deadpool se quita la máscara y revela su rostro con cicatrices de cáncer. Bertha vomita rápidamente en el estacionamiento, para disgusto de Deadpool. Más tarde, Chica Ardilla logra desalojar a Deadpool.

### Invasión Secreta
Durante la historia de Invasión Secreta, el equipo se enfrentó a un Skrull disfrazado de Saltamontes, con la ayuda de Gravity y Catwalk. Mientras que el Sr. Immortal se sorprendió por el descubrimiento, Gran Bertha pensó que era ridículamente obvio. Más tarde parecieron darle la bienvenida a Gravity como líder del equipo, después de que fuera transferido a Wisconsin por Norman Osborn.

### Fear Itself
Durante la historia de Fear Itself, el equipo se enfrenta al Hombre Asbestos, quien se aprovecha del miedo y el caos que está sucediendo. Ninguno del grupo desea tocar al hombre debido a la toxicidad de su traje. El Sr. Inmortal lo convence de que se rinda a cambio de ser recordado por los demás.

### Los Vengadores de los Grandes Lagos (serie de 2016)
En la serie en curso The Great Lakes Avengers, se revela que el equipo se había disuelto y se había ido por caminos separados. Ashley cambió su nombre legalmente a Bertha por una marca personal más consistente y se convirtió oficialmente en una modelo de talla grande. Luego ella se encuentra con Flatman y Doorman en un restaurante, luego de que le informaran que el GLA se ha restablecido como una adición permanente a los Vengadores. Se mudan a Detroit, Míchigan, donde conocen a una chica llamada Pansy en su nueva sede, una fábrica propiedad de Tony Stark. Luego, el equipo va a un bar local para tratar de convencer al propietario de que baje el volumen de la música. El dueño, llamado Nain Rogue, en cambio se niega y comienza a insultarlos, particularmente al Sr. Immortal y Bertha. Al ser arrestado después de una pelea, Doorman escapa dejando a Flatman y Bertha para que se encarguen de una joven llamada Goodness Silva que puede transformarse en un hombre lobo y estaba atacando a la policía dentro de la estación. Posteriormente son liberados gracias a Connie Ferrari , a pesar de las acusaciones del concejal Dick Snerd, quien en realidad es Nain Rouge. Big Bertha estuvo presente cuando Goodness Silva se agregó a Great Lakes Avengers, donde toma el nombre de Good Boy. Después de que el equipo descubre que Dick Snerd los cerró, el Sr. Inmortal regresa. Bertha sale enojada y lleva a Doorman y Good Boy al bar de Nain Rogue para encontrar pistas. Más tarde se revela que el Sr. Immortal y Bertha salieron pero se separaron debido a los problemas con la bebida del Sr. Immortal. Después de que Doorman desaparece misteriosamente al entrar al bar, Bertha y Good Boy descubren que Dick Snerd es Nain Rogue, luego de encontrarlo borracho en su oficina. Bertha y Good Boy toman como rehén a un Snerd borracho y escuchan su historia de fondo, o al menos parte de ella. Al darse cuenta de que Snerd tiene numerosas conexiones y que potencialmente podría volver a las calles, Good Boy se transforma y ataca brutalmente a Snerd justo cuando Ferrari ve las secuelas de la carnicería que ella le infligió. Más tarde, el equipo deja a Snerd gravemente herido en el hospital.
Después de que Connie le dice al equipo que se mantengan callados durante un par de días, Bertha asiste a un concierto de modelaje para un producto para perder peso creado por el Dr. Nod. Luego descubre que el concierto fue una trampa tendida por el Dr. Nod para obtener una muestra de su ADN mutante y usarlo para mejorar su producto con los poderes de Bertha. Bertha se defiende, pero el Dr. Nod ingiere gran parte de los suplementos, se convierte en un enorme monstruo y la lastima. Bertha envía un mensaje de texto al resto de sus compañeros de equipo, incluido Good Boy, y toma algunos de los suplementos ella misma para luchar contra el Dr. Nod. Durante la batalla, el Dr. Nod toma más suplementos, volviéndose mucho más grande y monstruoso. Por sugerencia del Sr. Immortal, el equipo realiza una maniobra en la que Doorman y el Sr. Immortal ingresan al cuerpo del Dr. Nod, donde el Sr. Immortal logra matarlo golpeándole el corazón. Después de su victoria, Deadpool visita al equipo y les dice que han sido despedidos y que ya no pueden usar el nombre de los Vengadores, dejándolos confundidos.

## Poderes y habilidades
Gran Bertha tiene la capacidad de alterar el contenido de grasa de su propio cuerpo a voluntad. De esta forma, posee fuerza sobrehumana y durabilidad, y es a prueba de balas. Bertha sugirió que estas capacidades en realidad se basan en la manipulación de la masa corporal, por lo que puede aumentar selectivamente los tejidos grasos en esas partes anatómicas específicas para controlar su tamaño. Es capaz de saltar grandes distancias, purgar el exceso de grasa de su cuerpo a través del vómito inducido, y mantener una figura esbelta.
Además de sus poderes mutantes, también es una rica supermodelo, formidable combatiente desarmada, hábil piloto de aviones, y una hábil jugadora de cartas.

## Recepción

### Respuesta crítica
Deirdre Kaye de Scary Mommy llamó a Gran Bertha un "modelo a seguir" y un personaje femenino "verdaderamente heroico".Comic Book Resources clasificó a Gran Bertha en el segundo lugar en su lista "Great Lakes Avengers: Every Member", en el cuarto lugar en su lista "Marvel: 10 Most Powerful Members Of The Great Lakes Avengers", y en el séptimo lugar en su lista "Avengers: The 10 Most Powerful Recruits From The Fifty State Initiative".

### Análisis
Jack Gaul de Comic Book Resources incluyó a Gran Bertha en su lista de "10 cómics de Marvel que retratan con precisión las condiciones de salud mental", y escribió: "Las transformaciones de Bertha requieren comportamientos asociados con la bulimia. Ella no come en exceso para crecer, pero debe inducir el vómito cuando decide deshacerse de la masa, lo que siempre es perturbador y probablemente traumático. Antes de sentirse cómoda como Bertha a tiempo completo, la rutina de Ashley de vomitar para mantener un estándar de belleza tenía sorprendentes similitudes con los trastornos dismórficos, a pesar de la cambio físico drástico que trajo".

## Otras versiones

### Marvel definitiva
Una versión alternativa de Gran Bertha aparece brevemente en Ultimate Universe. Ella es una atracción de espectáculos de monstruos de Coney Island.

### Deadpool MAX
Una versión alternativa de Gran Bertha aparece en Tierra-TRN133. Ella es una prostituta que Deadpool contrata para la despedida de soltero de Bob, a pesar de que él no se va a casar. Bertha afirma que no trabaja para un proxeneta porque "promueven un comportamiento grosero", y termina involucrándose en la última desventura de Deadpool y Bob cuando otras prostitutas comienzan a dispararles. Se revela que Weasel era un proxeneta rival que estaba tratando de deshacerse de Bertha por robar su negocio. Al final, Deadpool derrota a Weasel y las prostitutas, pero deja a Bertha peleando cómicamente con otra prostituta que se burlaba de su peso. Más tarde, Weasel engaña a Bertha para que vaya a su clínica médica sin licencia mientras engaña a Bob con el pretexto de hacerle una cirugía plástica para evitar a las autoridades, ya que se ha convertido en el fugitivo más buscado en los Estados Unidos por el incidente de Cincinnati Liquid X; lo que realmente hace es transferir la grasa de Bertha a Bob, con la esperanza de arruinar la vida de ambos. Bertha, sin embargo, mantiene su clientela, dejando a Weasel humillado.

## En otros medios

### Televisión
- Gran Bertha hace un cameo en el episodio de Wolverine y los X-Men, "Greetings From Genosha".